# إديث تاليافيرو
إديث تاليافيرو (بالإنجليزية: Edith Taliaferro)‏ هي ممثلة أمريكية، ولدت في 21 ديسمبر 1894 في الولايات المتحدة، وتوفيت بنفس المكان في 2 مارس 1958 بسبب مرض.

## وصلات خارجية
- إديث تاليافيرو على موقع IMDb (الإنجليزية)
- إديث تاليافيرو على موقع أول موفي (الإنجليزية)
- إديث تاليافيرو على موقع قاعدة بيانات برودواي على الإنترنت (الإنجليزية)
- إديث تاليافيرو على موقع قاعدة بيانات الفيلم (الإنجليزية)
- إديث تاليافيرو على موقع كينوبويسك (الروسية)